# Landtagswahlkreis Gelsenkirchen II
Der Landtagswahlkreis Gelsenkirchen II ist ein Landtagswahlkreis in Nordrhein-Westfalen. Seit der Landtagswahl 2022 umfasst er die Gelsenkirchener Stadtbezirke Mitte, Ost und Süd, in denen damals 104.990 wahlberechtigte Einwohner lebten.
Von 2005 bis 2017 umfasste der Wahlkreis die Stadtbezirke Mitte und Süd.

## 2022
Wahlberechtigt waren 104.990 Einwohner. Die Wahlbeteiligung lag bei 43,6 Prozent.
| Direktkandidat        | Partei       | Erststimmen in % | Zweitstimmen in % |
| --------------------- | ------------ | ---------------- | ----------------- |
| Michael Schmitt       | CDU          | 26,9             | 26,9              |
| Sebastian Watermeier  | SPD          | 41,1             | 37,5              |
| Isabell Scharfenstein | FDP          | 4,4              | 4,1               |
| Enxhi Seli-Zacharias  | AfD          | 11,1             | 10,7              |
| Ilayda Bostancieri    | GRÜNE        | 11,2             | 11,6              |
| Jonas Selter          | LINKE        | 2,5              | 2,0               |
| Frank Perlik          | Freie Wähler | 1,8              | 1,0               |
| Stefan Engel          | MLPD         | 0,5              | 0,3               |
| Kai Bastek            | Volt         | 0,5              | 0,3               |
| –                     | Übrige       | –                | 5,6               |

## 2017
Wahlberechtigt waren 79.860 Einwohner. Die Wahlbeteiligung lag bei 55,2 %.
| Direktkandidat       | Partei  | Erststimmen in % | Zweitstimmen in % |
| -------------------- | ------- | ---------------- | ----------------- |
| Sebastian Watermeier | SPD     | 42,6             | 37,5              |
| Christina Totzeck    | CDU     | 25,6             | 22,2              |
| Barbara Oehmichen    | GRÜNE   | 3,6              | 4,0               |
| Ralf Robert Hundt    | FDP     | 7,0              | 8,6               |
| –                    | PIRATEN | –                | 1,0               |
| Bettina Angela Peipe | LINKE   | 6,2              | 5,4               |
| Friedhelm Rikowski   | AfD     | 13,9             | 15,2              |
| Willi Alfred Mast    | MLPD    | 1,1              | 0,6               |
| –                    | Übrige  | –                | 5,5               |

Der Wahlkreis wird im Landtag durch den direkt gewählten Abgeordneten Sebastian Watermeier (SPD) vertreten, der erstmals angetreten ist.

## 2012
Wahlberechtigt waren 83.961 Einwohner.
| Direktkandidat        | Partei  | Erststimmen in % | Zweitstimmen in % |
| --------------------- | ------- | ---------------- | ----------------- |
| Frank-Norbert Oehlert | CDU     | 20,2             | 17,0              |
| Markus Töns           | SPD     | 56,5             | 50,0              |
| Patrick Jedamzik      | GRÜNE   | 6,1              | 8,5               |
| Jens Schäfer          | FDP     | 2,9              | 4,1               |
| Klaus Jendreicik      | LINKE   | 4,2              | 3,6               |
| Alexander Schilling   | PIRATEN | 10,1             | 9,0               |
| –                     | Übrige  | –                | 6,8               |

## Landtagswahl 2010
Wahlberechtigt waren 85.769 Einwohner.
| Direktkandidat        | Partei  | Erststimmen in % | Zweitstimmen in % |
| --------------------- | ------- | ---------------- | ----------------- |
| Frank-Norbert Oehlert | CDU     | 24,9             | 23,6              |
| Markus Töns           | SPD     | 53,4             | 47,2              |
| Paul Humann           | GRÜNE   | 6,5              | 7,7               |
| Susanne Scharperdot   | FDP     | 3,4              | 3,4               |
| Ralph Geiling         | LINKE   | 8,0              | 7,7               |
| Christian Schaaf      | pro NRW | 3,8              | 4,1               |
| –                     | Übrige  | –                | 6,3               |

## Landtagswahl 2005
Wahlberechtigt waren 90.520 Einwohner.
| Direktkandidat      | Partei | Stimmen in % |
| ------------------- | ------ | ------------ |
| Markus Töns         | SPD    | 49,3         |
| Werner Wöll         | CDU    | 32,7         |
| Susanne Schaperdot  | FDP    | 3,7          |
| Gabriele Beck       | GRÜNE  | 4,1          |
| Michael Stratmann   | REP    | 2,2          |
| Thorsten Jannoff    | PDS    | 1,3          |
| Jörg Langenohl      | BüSo   | 0,3          |
| Björn Benjamin Thom | NPD    | 1,7          |
| Horst Krafzik       | GRAUE  | 1,3          |
| Ralf Herrmann       | WASG   | 3,4          |

## Landtagswahl 2000
Wahlberechtigt waren 67.432 Einwohner.
| Direktkandidat      | Partei | Stimmen in % |
| ------------------- | ------ | ------------ |
| Frank Baranowski    | SPD    | 58,4         |
| Markus Leopold Karl | CDU    | 25,7         |
| Wolfgang Küppers    | GRÜNE  | 4,2          |
| Marco Buschmann     | FDP    | 6,8          |
| Manfred Hermann     | REP    | 2,8          |
| Thorsten Jannoff    | PDS    | 1,7          |
| Übrige              | Übrige | 0,4          |